# Pista!
Pista! is een Nederlandse televisiefilm uit 2003 geregisseerd door Marc Willard, en is de winter special op de eerder gemaakte film Costa! uit 2001. De film is een brug tussen het tweede en derde seizoen van de televisieserie.
De film Pista! was 26 december 2003 te zien op BNN en werd 5 februari 2004 op dvd uitgebracht. Het themalied, We're Gonna Get Wild, werd verzorgd door Rachel Kramer.

## Verhaal
Georgina Verbaan is engel Klaartje die op aarde neerdaalt om Tommy (Kurt Rogiers) te helpen. Tommy is samen met Agnetha (Froukje de Both), Ice (Sylvie Meis) & Björn (John Wijdenbosch) naar het wintersportplaatsje Morzine gekomen om de bar van zijn opa in een swingende feesthut te veranderen, maar ontdekt dat de regels op de skipiste anders zijn dan op het strand.
Björn krijgt snowboardles in een kinderklas, barvrouw Ice krijgt beduidend minder fooi met haar decolleté verstopt onder een dikke coltrui en Agnetha flirt met de skileraar waardoor een jaloerse Tommy oog in oog komt te staan met een net te grote boom. Op kerstavond lijkt de groep uit elkaar te vallen. Tijd voor Klaartje om in te grijpen.

## Rolverdeling
- Georgina Verbaan als Klaartje
- Kurt Rogiers als Tommy
- Froukje de Both als Agnethea
- John Wijdenbosch als Björn
- Sylvie Meis als Ice
- Casper van Bohemen als Marco
- Chantal Janzen als Heidi
- Dieter Troubleyn als Stuart

Daarnaast waren en kleine rollen weggelegd voor Bob Van Der Veken als Tommy's bompa en Marcus Teunissen als Michel. Rachel Kramer speelde zichzelf om haar single te zingen in de kroeg en Nikki Safari had een cameo optreden als haar zelfde rol als die in Costa!.